# Nasofilia
El fetichismo de nariz, parcialismo de nariz, o nasofilia es el parcialismo (o parafilia) hacia la nariz de otra persona. Esto puede incluir una atracción sexual hacia una forma específica, tanto hacia la variación de la nariz (como su forma o tamaño), o hacia un área específica de ella (como el puente o las fosas nasales). El fetiche puede manifestarse en un deseo por el contacto físico real e interacción, o en fantasías específicas, como el deseo de penetrar las fosas nasales de otro individuo.
Otras fantasías puede incluir el deseo de observar o experimentar una transformación de una nariz, haciendo referencia hacia un elemento de una obra ficticia como Pinocho, o ideas relacionadas con la transformación de la nariz en otras criaturas como el hocico de un cerdo, como un medio de humillación sexual hacia un compañero o conocido. Estas fantasías pueden ser asistidas con el uso de accesorios, juegos de rol o transformación de ficción, ya sea en forma de escritura, obras de arte o fotografías modificadas de personas (conocido como morphing). 
Sigmund Freud interpretó la nariz como un sustituto para el pene.